# Helsinki-talo

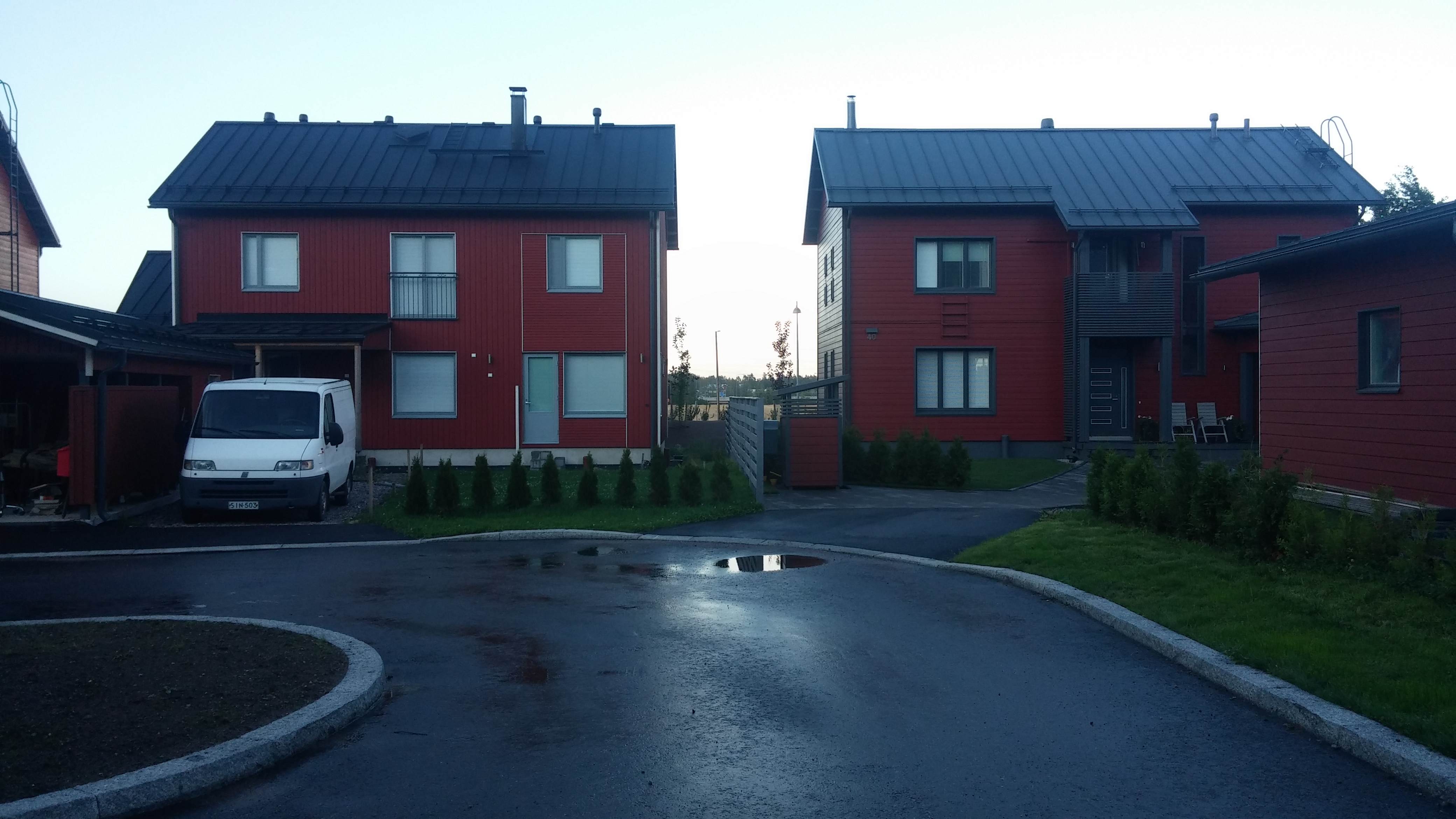
Maisons Helsinki-talo à Torpparinmäki.

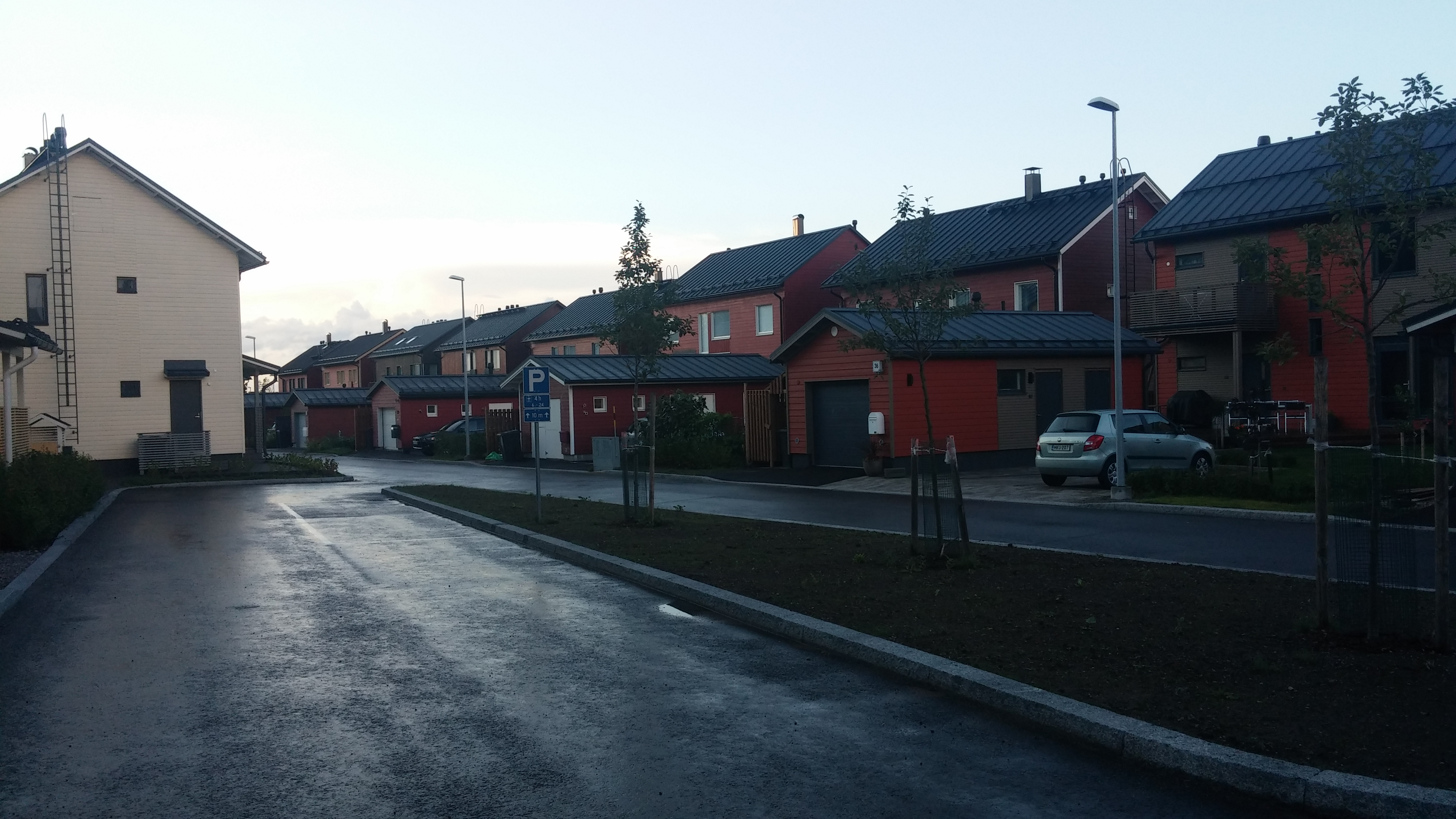
Maisons Helsinki-talo à Torpparinmäki.

Helsinki-talo est un modèle de maison en bois conçu spécialement pour les petites parcelles à Helsinki en Finlande.

## Présentation
Le modèle fait partie d'une collection de maisons type conçue par les architectes Juha Salmenperä, Jari Frondelius et Jaakko Keppo pour la ville d'Helsinki.
Les plans de maison sont disponibles gratuitement sous forme de plan type et les plans d'intérieur sont personnalisables.
L'utilisation du plan type donne droit à une réduction du coût des permis de construire à Helsinki. 
Plusieurs fabricants de maisons sont également engagés dans la construction de maisons utilisant ces plans.

## Les modèles
La maison individuelle d'Helsinki est une maison individuelle à deux étages conçue pour la vie de famille, adaptée aux petits lots et aux environnements urbains.
La maison jumelée de style Helsinki est également idéale pour la rénovation dans les vieux quartiers résidentiels de la ville.
Les concepteurs Salmenperä, Frondelius et Keppo ont reçu une mention honorable du prix Rose de la construction (fi) en janvier 2012.
Fin 2013, plusieurs constructions avaient été achevés dans les rues suivantes d'Helsinki:
- Ruotumestarinkatu, Malmi[4]
- Suopellonkaari, Maunula[4]
- Mielikintie, Puistola
- Notaarintie, Torpparinmäki[4]

## Les plans
Le service d'information de Puuinfo Oy permet de télécharger gratuitement les plans de conception des maisons Helsinki-talo. Le package de conception comprend le modèle du bâtiment et des dessins d'exécution avec des détails. Des plans prêts à l'emploi de bâtiments annexes sont également disponibles .
Les plans peuvent également être demandés auprès du service de contrôle du bâtiment Telling.

## Maisons préfabriquées
Cinq fournisseurs de maisons ont travaillé avec le concepteur d'origine de la maison individuelle, Juha Salmenperä, pour produire des plans personnalisés pour la maison individuelle isolée Helsinki-talo. Ces fournisseurs de maisons Helsinki-talo sont :
- Kastellin mallisto
- Simons Element Ab:n mallisto
- Pohjolan Design-Talo
- Jämerän mallisto
- Planiatalon mallistot